# C2C (전자 상거래)
C2C(Consumer-to-consumer)는 소비자와 소비자 간 전자 상거래는 인터넷 경매 또는 벼룩시장과 같이 어떤 중개기관을 거치지 않고 소비자들이 인터넷을 통해 직거래를 하는 방식이다. 미국의 이베이와 한국의 옥션이 대표적인 사례라고 할 수 있다. 그 밖에도 컴퓨터 동호인들 간의 전자부품 직거래, 부동산 직거래, 생필품 상호 매매교환 등 다양한 형태로 발전하였다.

## 같이 보기
- 공유 경제
- 구전 마케팅